# كوماموناسية مولودة في الأرض
كوماموناسية مولودة في الأرض (الاسم العلمي: Comamonas terrigena) هي نوع من البكتيريا، سلبية الغرام، تتبع جنس الكوماموناسية.